# Śmierdzonka

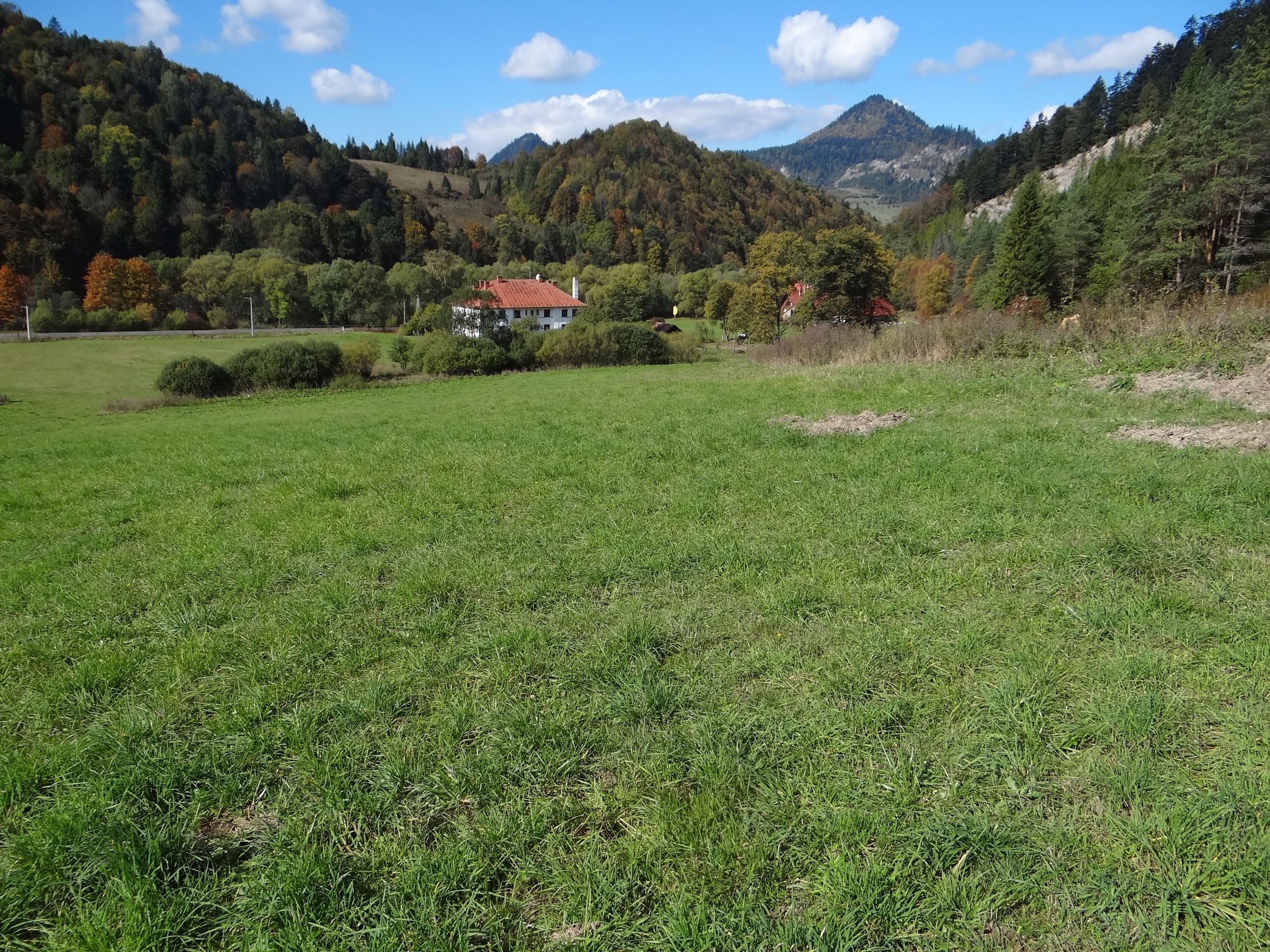
Widok ze szlaku na Przełęcz pod Klasztorną Górą. W głębi Nowa Góra

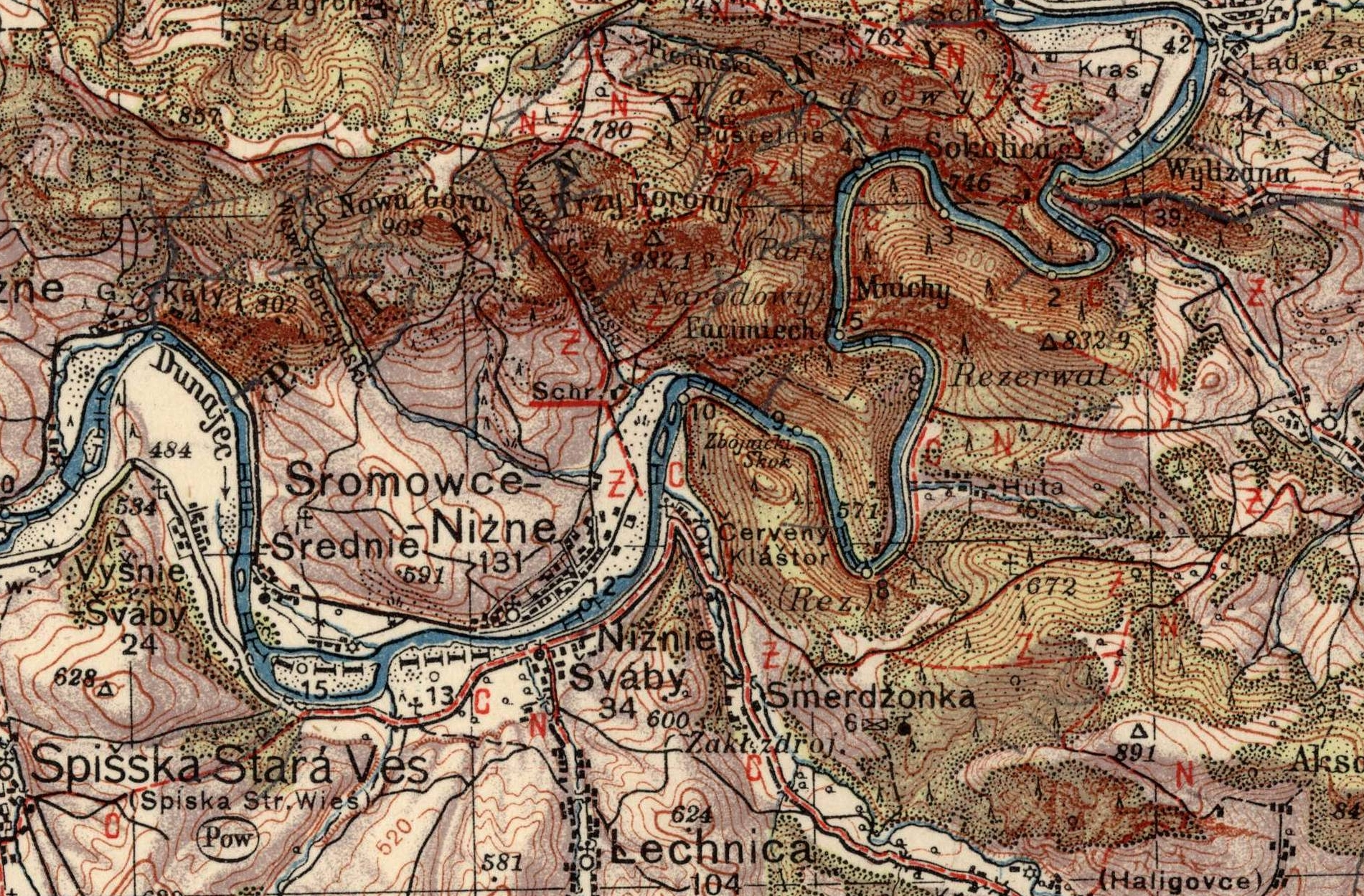
Śmierdzionka na mapie z 1936

Śmierdzonka (słow. Smerdžonka, niem. Bad Kronenberg) – dawniej samodzielna miejscowość słowacka, od 1948 wraz z również dawniej oddzielnymi Szwabami Niżnymi przyłączona została do Czerwonego Klasztoru (pod nazwą Červený Kláštor-kúpele) i dzisiaj stanowi jego część. Położona jest w dolnej części doliny Lipnika, pomiędzy wzniesieniami należącej do Pienin Klasztornej Góry (657 m)  i Węgliska (600 m). Zabudowania znajdują się na rozszerzonym i płaskim dnie doliny Lipnika zwanym Doliną św. Antoniego.
Była to przyklasztorna osada zarządzana przez zakonników z Czerwonego Klasztoru, istniejąca już w XIV w. Znajdują się w niej 2  źródła siarkowej wody mineralnej o silnym zapachu, od którego pochodziła też nazwa miejscowości. W 1807 Christian Genersich pisał o nich: „Jak mówię, wiele osób wyzdrowiało wskutek tak zewnętrznego, jak wewnętrznego użycia tej wody”. W XIX w stała się Śmierdzonka popularna wśród kuracjuszy Szczawnicy. Początkowo łazienki znajdowały się w stodole młynarza, później wybudowano budynki kąpielowe, w 1881 był już nieduży hotel i 12 łazienek, z czasem osada stała się centrum węgierskiej turystyki. Uległa jednak zaniedbaniu, w 1888 dr Miklós Szontagh (założyciel Nowego Smokowca) ubolewał, że zdroje są zaniedbane i brudne. Ponownie uruchomiono uzdrowisko w 1928. Po wojnie był tu młodzieżowy ośrodek wczasowy, od 1958 znowu utworzono ogólnodostępne uzdrowisko. Znajduje się tutaj ośrodek wypoczynkowy "Dunajec" ze schroniskiem i restauracją.